# ورزشگاه اودسال
ورزشگاه اودسال (انگلیسی: Odsal Stadium) یک ورزشگاه راگبی در اودسال، برادفورد است.
این ورزشگاه که در سال ۱۹۳۴ تأسیس شده دارای ۲۷٬۵۰۰ نفر ظرفیت است.

## نگارخانه

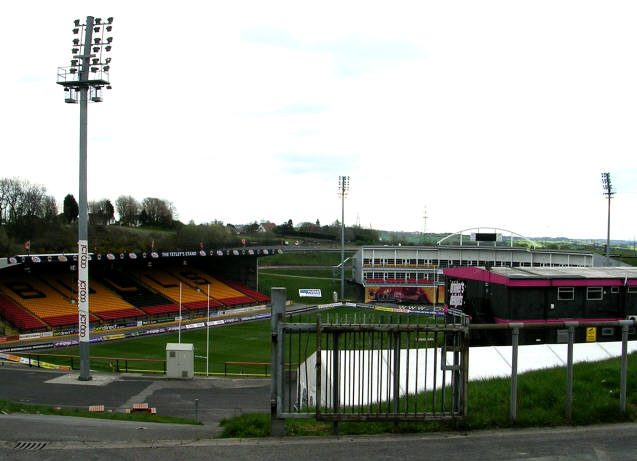